# Помолов, Владимир Михайлович
Владимир Михайлович Помолов (25 октября 1935, Москва — 22 мая 2006, Нижний Новгород) - советский и российский хозяйственный деятель.

## Биография
Родился в Москве в семье служащего. В 1951 году окончил восьмилетнюю школу в городе Городце Горьковской области. В 1955 году окончил Горьковский авиационный техникум, а в 1965 году без отрыва от производства Горьковский политехнический институт. С 1955 года В. М. Помолов работал на Горьковском авиационном заводе имени С. Орджоникидзе: мастер, техник, руководитель группы производственного отдела, старший инженер производственного отдела (1960 - 1963), заместитель начальника цеха, начальник цеха (1963 - 1970), главный конструктор АСУП. С 1970 по 1973 год - заместитель секретаря парткома завода. С 1973 по 1985 год заместитель генерального директора объединения по производству. С 1985 года - генеральный директор Горьковского авиационного производственного объединения, Нижегородского авиастроительного завода "Сокол". С 1994 по 2006 год - генеральный директор АО "Нижегородский авиастроительный завод "Сокол". В. М. Помолов внес большой вклад в освоение самолетов марки МиГ. Был одним из инициаторов создания и организаторов постановки на серийное производство учебно-боевого самолёта Як-130. В 1985 году (за активное творческое участие в реализации государственной военной программы по глубокой модернизации самолёта МиГ-25) и в 1998 (за создание авиационного комплекса перехвата повышенной активности для авиации ПВО на базе самолёта МиГ-31) был удостоен Государственной премии СССР и РФ за работу в области авиационной техники. Член КПСС с 1964 года. Будучи руководителем многотысячного коллектива, Владимир Михайлович активно занимался решением не только производственных, но и социальных вопросов: строительством жилья, детских учреждений, оборудованием заводской поликлиники, больницы 28, детской больницы «Айболит».

## Награды
- Орден Трудового Красного Знамени
- Орден «За заслуги перед Отечеством» IV степени
- Орден «Знак Почета»
- медали
- Государственная премия СССР (1985)
- Государственная премия России (1998)
- Почётный гражданин Нижегородской области (27.01.2005).

## Память
22 ноября 2015 года в Московском районе Нижнего Новгорода была открыта мемориальная доска в честь В. М. Помолова по адресу улица Черняховского, дом 3.